# Espace Saint Quentin
Espace Saint Quentin est un centre commercial français situé sur la commune de Montigny le Bretonneux, dans le département des Yvelines. Le centre ouvre en 1987, il constitue le centre de l'agglomération de Saint Quentin en Yvelines mêlant commerces, habitats, services publics.
Le centre a la particularité d'être divisé en deux parties, une rue piétonne et une partie souterraine avec un hypermarché Carrefour sur deux étages. Les principales locomotives du centre commercial sont h&m, Go Sport et Carrefour de 15 000 m². 
Hammerson rachète le centre pour 70 millions d'euros à Espace Expansion (filiale de Unibail) en 1994. En 2003 Carrefour s’agrandit avec un étage supplémentaire passant de 10 000 m² à 15 0000 m² et 16 nouvelles boutiques ouvrent. En 2005 le centre subit une baisse de fréquentation due à l'ouverture du centre voisin SQY ouest. Le centre est ensuite relancé avec l'ouverture de nouveaux restaurants donnant sur le bassin. 
En 2010 Hammerson vend 75% de ses parts à Allianz pour 176 millions d'euros. En 2021 Hammerson cède le reste de ses parts à Allianz . La rue extérieure est rénovée début 2022 pour 4,5 millions d'euros.